# Euxesta freyi
Euxesta freyi är en tvåvingeart som beskrevs av Nina Krivosheina 1997. Euxesta freyi ingår i släktet Euxesta och familjen fläckflugor. Inga underarter finns listade i Catalogue of Life.